# Stenochironomus colei
Stenochironomus colei är en tvåvingeart som först beskrevs av Malloch 1919.  Stenochironomus colei ingår i släktet Stenochironomus och familjen fjädermyggor. Inga underarter finns listade i Catalogue of Life.